# Callizyga dispar
Callizyga dispar är en fjärilsart som beskrevs av Turner 1894. Callizyga dispar ingår i släktet Callizyga och familjen plattmalar. Inga underarter finns listade i Catalogue of Life.